# Варенди, Лаури
Лаури Варенди (эст. Lauri Varendi; 29 декабря 1988, Таллин) — эстонский футболист, левый защитник и полузащитник.

## Биография
В начале взрослой карьеры играл в низших лигах Эстонии за «Флору» (Ярва-Яани), ХЮЙК (Эммасте) и вторую команду таллинской «Флоры». В 2007 году был отдан в аренду в клуб «Валга Уорриор», но ни разу не вышел на поле и после этого около двух лет не играл в соревнованиях высокого уровня.
В 2009 году присоединился к клубу «Пайде ЛМ», проводившему дебютный сезон в высшей лиге Эстонии. Свой первый матч в элите сыграл 17 марта 2009 года против «Курессааре», а первый гол забил 22 августа 2009 года, также в матче против «Курессааре». В 2013 году стал лучшим бомбардиром клуба (7 голов). В июле 2013 года был признан игроком месяца чемпионата Эстонии. В следующем сезоне не выступал, а в 2015 году вернулся в состав. Финалист Кубка Эстонии 2014/15. В 2015—2016 годах был капитаном «Пайде». Всего за «Пайде» провёл 8 сезонов с перерывом, за это время сыграл 168 матчей и забил 21 гол в высшей лиге Эстонии.
С 2017 года выступал в низших лигах за «Пайде-3».
Вызывался в юношеские сборные Эстонии.

## Достижения
- Финалист Кубка Эстонии: 2014/15